# 7131 Longtom
7131 Longtom è un asteroide della fascia principale. Scoperto nel 1992, presenta un'orbita caratterizzata da un semiasse maggiore pari a 3,1789494 UA e da un'eccentricità di 0,1746063, inclinata di 16,09315° rispetto all'eclittica.